# 上西和郎
上西 和郎（かみにし かずろう、1931年11月23日 - 2001年12月11日）は、日本の政治家、労働運動家。衆議院議員（1期、日本社会党）。社会保障問題について造詣が深く、その市民密着型の政治スタイルが、石橋政嗣の「ニュー社会党」路線において、一つの取るべき方向性を示すモデルケースとして注目を集めた。

## 来歴
北海道釧路市に生まれる。1950年鹿児島県立鹿屋高等学校を卒業、九州配電（九州電力の前身）に入社する。直ちに労働運動に入り、少数派組合の総評系「全九電」で活動する。1969年から2年間本部書記長を務める。
1973年より、旧鹿児島3区にて衆院選に立候補を続ける。二階堂進、山中貞則、橋口隆（いずれも自由民主党）の強豪に当選を阻まれてきたがこの間、有権者の年金、福祉や生活問題の相談、解決に熱心に取り組み、少しずつ支持層を開拓していった。そして5度目の挑戦となる1983年の第37回衆議院議員総選挙にて橋口を下して念願の初当選を果たした。
当選後は積極的に過疎地の視点から質問を行った。成果の実例として、従来都市銀行など一部の金融機関しか扱わなかった母子、遺児、障害などの国民年金について、農協や郵便局でも受け取れるようにしたケースがある。この他、牛の枝肉の格付け基準の平準化、気象庁の台風予報図の改善など、実際的できめ細かい主張を数多く行った。
石橋委員長は上西の実績を高く評価し、党本部に「市民相談室」を新設、また上西を「市民相談活動推進委員会」の事務局長に任命した。上西は精力的に全国を回り、市民相談を根付かせようと努力したが、結局は相談に対応するための人材や資金の不足、パンフレットを下部組織に配布しないなど党内部のサボタージュによって掛け声倒れに終わったようである。
上西に対しては地元の社会党、労組関係者の見方も微妙なものがあった。「生活相談など精々ピストル、何発撃っても世の中は変らない」「上西は自分の実績ばかり語る。もっと大局的な、皆を奮い立たす演説をするのが国会議員の資質だ」などの批判である。なかには自らの努力不足を棚に上げ「候補者が軽いから当選まで12年もかかった」などと言い放つ労組幹部さえいた。
1986年の総選挙で、定数が3から2に削減されたあおりを受け、山中と二階堂の前にあえなく落選する。上西は借金の清算のため政治活動の継続を断念、九州電力に復職する。その後は関連会社のニシム電子工業（株）顧問などを務める。
2001年12月11日、急性肺炎のため死去、70歳。死没日をもって勲四等旭日小綬章追贈、従五位に叙される。

## 著書
- 『市民と共に – 公的年金制度を支えた男』（八重洲書房、1998年）ISBN 4841221875

## 関連文献
- 高畠通敏『地方の王国』（岩波書店、1997年）ISBN 400260313X
- 岡田一郎『日本社会党 – その組織と衰亡の歴史 - 』（新時代社、2005年）ISBN 4787491067
- 『朝日ジャーナル』28巻46号（1986年11月14日）掲載「ある社会党前代議士の故郷喪失」（記者伊藤正孝）